# اتسیا اویدانیچ
اتسیا اویدانیچ (کرواتی: Ecija Ojdanić؛ زادهٔ ۲۶ ژوئن ۱۹۷۴) بازیگر اهل کرواسی است. وی از سال ۱۹۹۵ میلادی تاکنون مشغول فعالیت بوده‌است.
از فیلم‌ها یا برنامه‌های تلویزیونی که وی در آن نقش داشته‌است می‌توان به لیبرتاس اشاره کرد.